# 三乡镇 (中山市)
三鄉鎮，別稱「小香港」，是中國廣東省中山市下辖的一个镇，位于中山市南部，東部與珠海市接壤，四面環山。三乡镇面積達93.61平方公里，其中建成區面積12.16平方公里。轄12個村委會和3個居委會，常住人口19.17萬人（其中戶籍人口4萬人)。

## 地理概況
三鄉鎮位於東經113°26′，北緯22°21′，在中山市境南部，東和東南與珠海市唐家灣鎮交界，南連坦洲鎮，西接神灣鎮與板芙鎮，北與五桂山鎮接壤。三鄉鎮四面環山，中部為平地, 南部偏東為沖積平原，山地面積40平方公里，總面積93.68平方公里，距市區20公里，105國道貫穿境內，沿公路東南行26公里便達澳門。
三鄉鎮境丘陵與沖積平原相間，山嶺環列。東有大尖嶺，北有馬坑山、北邊山，西有加林山，西南有白水林山（又名竹篙嶺），南有五指山。山地面積40平方公里。白水林山海拔473米，為全鎮最高點，全市第二高山。中部為平地，南部為沖積平原。茅灣湧縱貫鎮境東部，長11公里，北接鴉崗運河。

## 行政区划
现辖：
圩仔社区、前陇社区、南龙社区、平南村、平岚东村、桥头村、乌石村、白石村、东桂村、大布村、雍陌村、古鹤村、新圩村、茅湾村和岗泉村。

## 歷史
唐代已經有彭、關兩姓家族定居。北宋慶曆四年，鄭菊叟到橋頭定居。

## 饮食
- 中山濑粉：家庭做法，是三乡镇的传统名粉，粉质韧滑爽口。它是广东出口米粉的五大皇牌之一，获得国家外贸部颁发的“品质优良荣誉证书”。

## 住宅区
- 雅居樂花園
- 金棕櫚花園
- 平东村

## 外部連結
- 中山市三鄉鎮政府網站